# 道格拉斯DC-2
道格拉斯DC-2是以全金屬機身，為一架14人座雙發動機螺旋槳客機。DC-2是為12人座的DC-1延長機身後之延伸型。它的直接競爭對手是波音247。1936年道格拉斯公司製造了更大更成功的飛機，為30人座的DC-3。
1920年代以木材為材料的半硬殼設計使得飛機的結構具備更高的強度與載重，在同一個時期各種流線型降低阻力的設計和發動機出力的提升，使得民用航空公司期望以較低或者是相同的成本，取得載重量更高，飛行速度更快的機種。這個趨勢促使飛機公司增加金屬在使用材料的比例上。
道格拉斯公司在設計出全金屬結構的DC-1之後，將機身延長，加入兩個座位，同時引用當時最新的空氣動力與航空發動機設計的成果，這個結合的成品就是DC-2客機。
第一架DC-2於1934年5月11日進行試飛，成為道格拉斯公司首架商業化的機種。DC-2能夠搭載與福特Trimotor相同的乘客數目，以更高的平均速度飛行泛洲及西方航空自紐約到洛杉磯之間18小時的航線。優異的性能讓DC-2很快受到美國航空公司的青睞。
1934年荷兰皇家航空一架DC-2參加由倫敦到墨爾本，距離11300英里的MacRobertson獎盃競賽，在機上裝滿郵件與3位乘客的重量下取得第二名的成績，這個表現讓DC-2順利打開歐洲的市場，成為非常熱門的機種。

## 類似機型
- 波音247
- 道格拉斯DC-1
- 道格拉斯DC-3
- Ju 52運輸機

## 外部連結
- nationalmuseum.af.mil
- DC-2 Article （页面存档备份，存于）
- Centennial of Flight Commission on DC-1 and -2
- DC-2 Article （页面存档备份，存于）
- DC-2 (cigarette cards)